# Zisis Babanasis
Zisis Babanasis, gr. Ζήσης Μπαμπανάσης (ur. 3 sierpnia 1964 w Budapeszcie) – grecki szermierz.

## Życiorys
Zdobywca brązowego medalu (indywidualnie) w szabli na Mistrzostwach Europy w Szermierce w 1991. Reprezentował Grecję podczas Letnich Igrzysk Olimpijskich w 1984 i Letnich Igrzysk Olimpijskich w 1992 roku.